# 曾田孝一郎
曾田孝一郎（1872年12月8日—1947年3月2日），日本軍官。參加過日俄戰爭，在滿洲軍中當過參謀。他還是首任台灣軍參謀長，並且出任基隆要塞司令官。1928年11月退役。